# نيويورك ريد بولز
نيويورك ريد بولز  (بالإنجليزية: New York Red Bulls)‏ هو نادي كرة قدم أمريكي تأسس سنة 1995 ويلعب الفريق في الدوري الأمريكي لكرة القدم، ولديه ملعب ريد بولز ارينا ويقع في ولاية نيوجرسي. وللفريق أسماءَ عدة، فقد كان في الأصل يعرف باسم فريق نيويورك / نيوجيرزي مترو ستارز خلال عام 1997. ومن موسم 1998 حتى موسم 2005، كان يعرف الفريق ومترو ستارز وبكل بساطة.

## نظرة عامة
لقد كانت أفضل نتيجة في الدوري الأمريكي للفريق عندما كان يلعب في كأس النهائي في عام 2008.وفي كأس الدوري الأمريكي لكرة القدم، مترو ستارز بلغ الدور نصف النهائي ثلاث مرات (1997، 1998، 2000)، قبل أن يصل أخيراً إلى أول نهائي له في عام 2003، وخسر 1-0 في شيكاغو فاير. لعب للنادي لاعبون شهيرون مثل روبرتو دونادوني، لوثار ماثيوس، ادولفو فالنسيا، يوري دجوركاييف، امادو غيفارا. الفريق كان له نصيباً من المدربين الكبار أيضا، مثل كارلوس البرتو باريرا، بورا ميلوتينوفيتش، وكذلك بوب برادلي، مو جونستون، وبروس ارينا. أما النجوم الأمريكيين مثل توني ميولا، تاب راموس، تيم هوارد، اليكسي لالاس (الذي كان أيضا الفريق المدير العام، لفترة وجيزة)، كلينت ماتيس، مايكل برادلي.

## الانتقالات

### 2010
- انتقل نجم برشلونة الشهير تيري هنري لنيويورك ريد بولز بعدما بقي اللاعب معظم الموسم السابق احتياطياً مع نادي برشلونة وأعلن اعتزاله اللعب دولياً.[5]
- النجم المكسيكي المخضرم رافاييل ماركيز لاعب نادي برشلونة فسخ عقده مع برشلونة وسيوقع مع نيويورك ريد بولز، مع العلم أن عقد اللاعب مع برشلونة كان سينتهي في 2012.